# People Mover di Venezia
Il People Mover di Venezia è il sistema di trasporto pubblico ettometrico di tipo people mover, che collega l'isola del Tronchetto a piazzale Roma, passando per la cosiddetta zona Marittima. È entrato in funzione il 19 aprile 2010.
Il people mover ha velocizzato notevolmente il tempo di percorrenza tra il Tronchetto e piazzale Roma (a piedi si impiegano circa 20 minuti, in vaporetto 10, con l'autobus precedente al "people mover" 3, con il people mover 4), anche in virtù della frequenza delle corse (ogni 10 minuti dalle 7.10 alle 22.50), ed è caratterizzato inoltre dall'economicità per i viaggiatori che non possiedono la Carta Venezia (non si applica infatti la tariffa differenziata prevista per i mezzi di navigazione dell'azienda di trasporto pubblico). Inoltre è previsto che, grazie anche ad altri lavori, il people mover aiuti a ridefinire l'organizzazione delle porte di accesso automobilistico a Venezia.

## Tecnologia
Il people mover di Venezia è formato da un'infrastruttura sopraelevata (dai 5 ai 7 metri), formata da due piastre lisce (nella fermata centrale della Marittima le piastre diventano quattro, due per direzione, per permettere l'incrocio tra i convogli che percorrono tragitti inversi), sulle quali scorrono, trainati da un sistema a fune, i convogli Doppelmayr Cable Car, dotati di ruote gommate. Le ruote portanti hanno l'asse orizzontale, le ruote guida hanno l'asse verticale. Sono utilizzate ruote gommate per ridurre al minimo l'inquinamento acustico. La fune è del tipo detto Jota ed è realizzata in acciaio speciale. Lo scartamento tra le due piastre è di 1220 mm.
Il dislivello tra i due estremi è di 0,58 m e tutto il percorso ha una pendenza inferiore al 5%, tranne che nel tratto di attraversamento del canale del Tronchetto con un ponte di 180 m con una pendenza del 6,2%.
I convogli (consegnati al gestore il 4 settembre 2009), automatici e quindi senza conducente a bordo, sono gestiti da una sala operativa ubicata al Tronchetto; sono composti da 4 vagoni con una capacità complessiva di 200 passeggeri (o 168 passeggeri più 8 carrozzine, 2 per vagone) e possono raggiungere una velocità massima di 26 km/h.
È il primo sistema di questo tipo in Europa.
Il people mover è stato progettato per trasportare fino 3.200 passeggeri all'ora per direzione.
|  |  |  |

## Costi e imprese

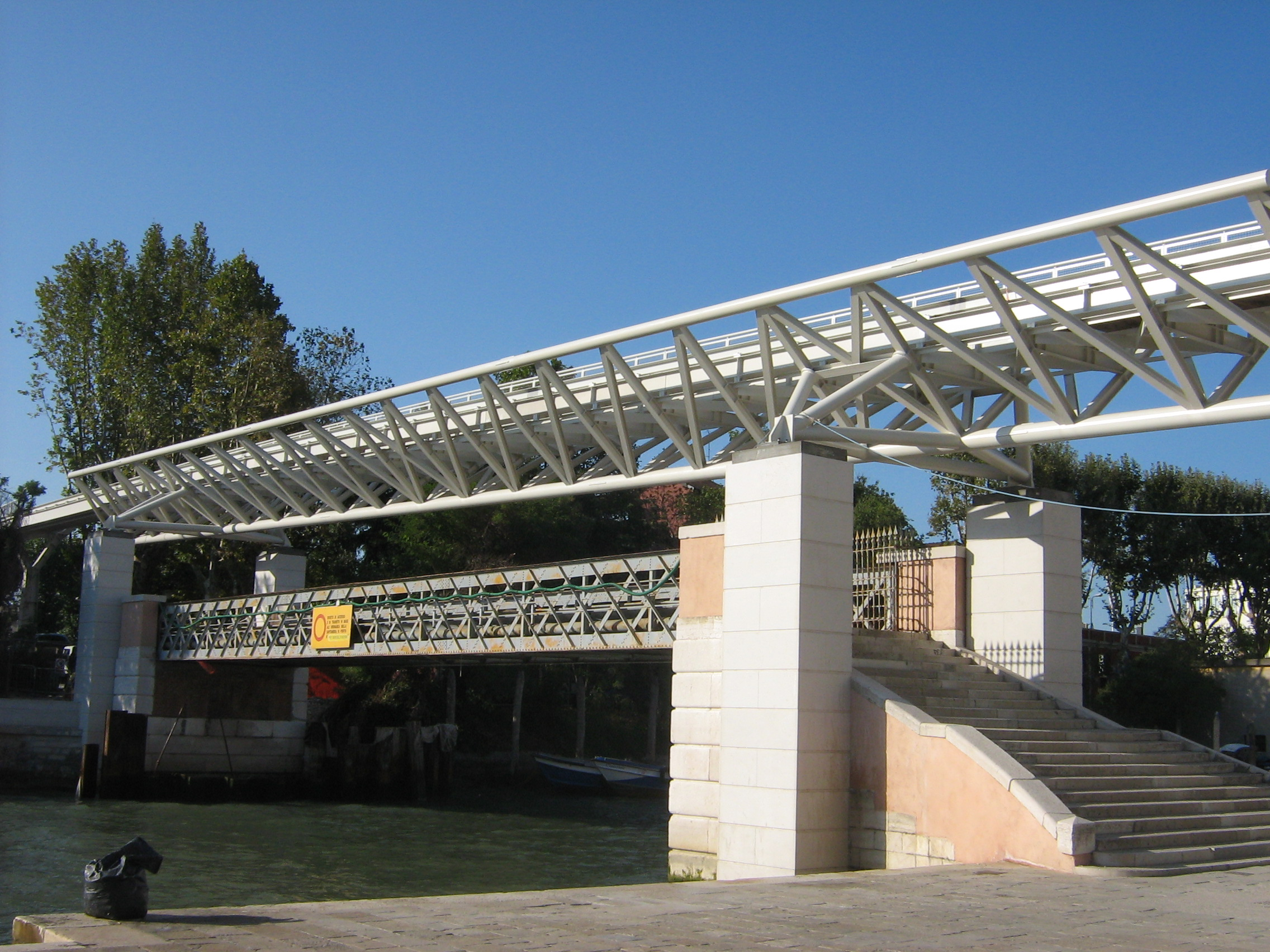
Il ponte sul canale di Santa Chiara.

I costi stimati per quest'opera pubblica, progettata dal veneziano Francesco Cocco, erano previsti in 16331483,76 € (IVA esclusa) erogati dall'ASM (società del Comune di Venezia, che ha contratto un mutuo a tale scopo) e da un finanziamento ministeriale (legge 211/92 Interventi nel settore dei sistemi di trasporto rapido di massa). Il costo finale è stato invece di 22700000 €, 13,41 milioni a carico dell'ASM, a causa di inattesi lavori ai sottoservizi e di bonifica.
Doppelmayr Italia ha realizzato gli impianti tecnologici della parte funiviaria, mentre l'ATI (composta dalle ditte SACAIM SpA, SICOP Srl e la stessa Doppelmayr) si è occupata delle opere civili.

## Storia

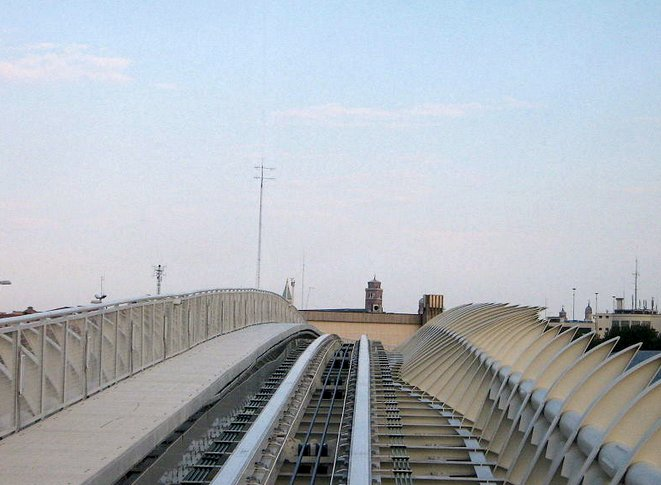
Il ponte sul canale del Tronchetto tra le fermate Marittima e Tronchetto.

Nel 1996 viene inserita nel Piano guida per la riorganizzazione di piazzale Roma, Tronchetto e Marittima la proposta di un collegamento sopraelevato tra le 3 zone. Il tracciato definitivo viene approvato nel dicembre del 2000 e inserito come variante del piano urbanistico per la città antica. Alla fine del 2001 viene elaborato un Accordo Quadro, esaminato nell'anno successivo, tra i vari enti coinvolti: Comune, Regione, Soprintendenza ai beni architettonici, Ferrovie dello Stato e Autorità portuale.

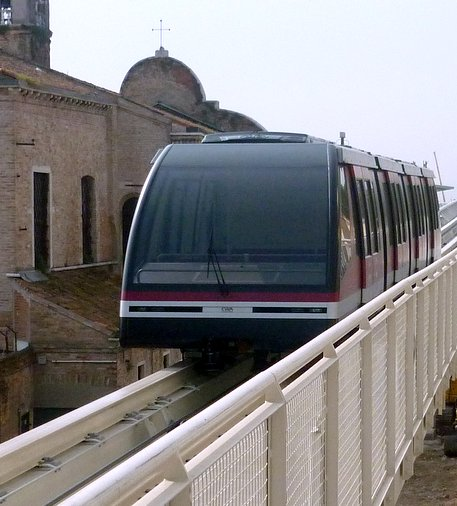
People mover nei pressi di piazzale Roma.

L'ASM (azienda del Comune di Venezia che si occupa delle attività riconducibili ai servizi pubblici locali in materia di gestione dei servizi ausiliari al traffico e della mobilità) nel 2002 riceve l'incarico di progettare e realizzare il people mover. Successivamente la Regione chiede il parere della Commissione di Salvaguardia la quale esprime parere negativo alla variante nel gennaio 2003.
Il parere viene prima ritirato nel giugno successivo e il mese dopo diventa positivo. Nel dicembre del 2004 è stato approvato il progetto definitivo ed è stata avviata la procedura per affidare i lavori tramite gara.

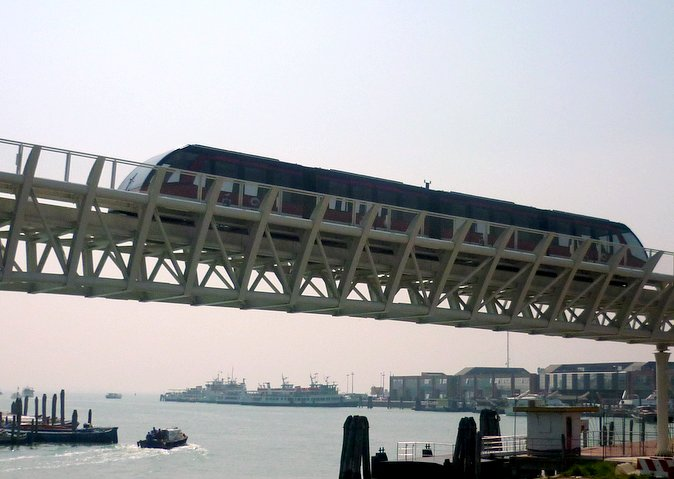
Il people mover sul ponte del Tronchetto.

Il Consiglio di Stato, nell'estate 2009, ha dichiarato legittima l'assegnazione dei lavori, in seguito a bando di gara, all'ATI Doppelmayr-Sacaim-Sicop respingendo, anche in appello, il ricorso dell'altra ATI Leitner-Cidonio. I lavori sono iniziati nel 2007 e l'inaugurazione è avvenuta il 19 dicembre 2009, con un ritardo di 1 anno circa a causa di lavori ai sottoservizi e di bonifica non previsti, che hanno comportato anche un aggravio di costi.
Nel frattempo sono stati eseguiti i collaudi a cura dell'USTIF. L'effettiva entrata in esercizio commerciale del people mover era prevista, dopo i collaudi, per marzo 2010; in realtà è slittata, prima al 12 aprile 2010, poi al 19 dello stesso mese a causa del protrarsi delle verifiche a cura dell'USTIF.

## Impatto visivo

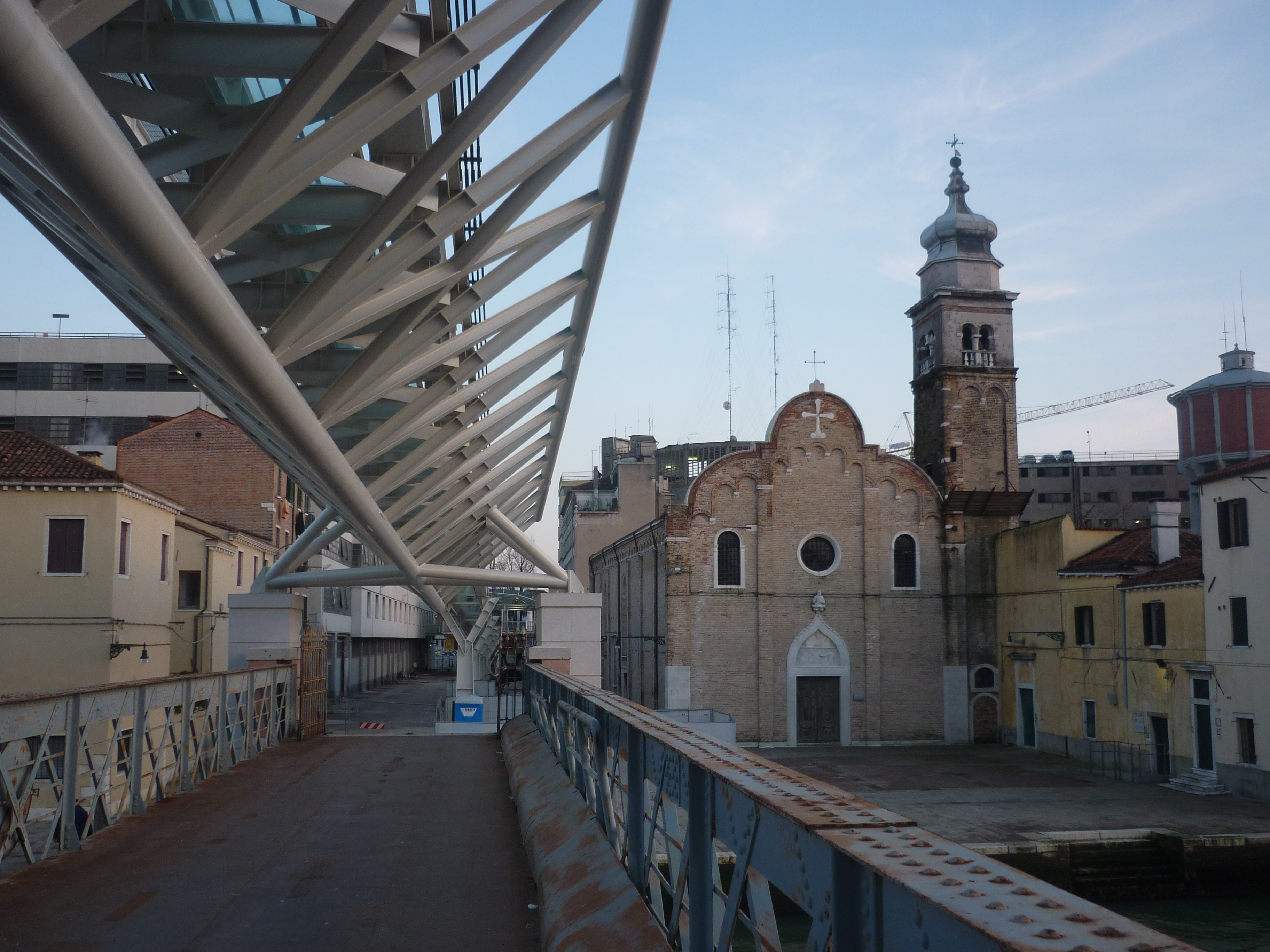
L'infrastruttura sopraelevata e la quattrocentesca chiesa di Sant'Andrea della Zirada.

Tra piazzale Roma e la fermata della Marittima l'infrastruttura passa accanto alla chiesa di Sant'Andrea della Zirada, risalente al XIV secolo, e ciò ha generato diverse critiche a causa dell'elevata altezza della struttura (circa 5-7 metri), che compromette la zona della facciata con l'invadente infrastruttura (che passa alla sinistra del perimetro della chiesa), e in particolare del passaggio dei convogli.
Non sono state mosse altre critiche, poiché nelle zone interessate dall'infrastruttura ci sono per lo più parcheggi multipiano o aree dismesse.

## Percorso e fermate
In tutto il percorso sono presenti due ponti a scavalco dei canali del Tronchetto e di Santa Chiara. Il ponte a scavalco del canale Tronchetto è lungo 180 metri ed è a tre campate.
Lo stile delle fermate è caratterizzato da una foggia curvilinea e moderna di ferro e vetro trasparente.
L'utilizzo, per le fermate, di legno (per la pavimentazione), acciaio (per l'ossatura) e vetro (per la copertura), secondo l'architetto Francesco Cocco serve a evocare un volo di gabbiano e la struttura dei molluschi, chiamati in veneziano garúxoli (Hexaplex trunculus).
Tutte le fermate sono dotate di impianti di diffusione sonora automatici, di impianti citofonici per le comunicazioni ai passeggeri e al personale di servizio e di un sistema di telecamere a circuito chiuso (TVCC).
Nelle fermate sono presenti ascensori (dimensionati per le carrozzine) e scale mobili.
L'accesso tra il piano delle stazioni e i convogli avviene a raso.
Nelle fermate sono inoltre presenti separazioni fisiche di vetro tra la via di corsa del people mover e la zona aperta al pubblico (porte di banchina). Infatti sono presenti porte scorrevoli che si aprono solo in presenza dei veicoli del people mover fermi nelle stazioni. Grazie al sistema automatico si ottiene quindi un accostamento preciso e costante tra le porte del people mover e le porte scorrevoli delle fermate. Sono presenti altre porte d'emergenza con maniglie antipanico.
Nelle fermate del Tronchetto e di Piazzale Roma i flussi degli arrivi e delle partenze sono separati.

### Galleria d'immagini

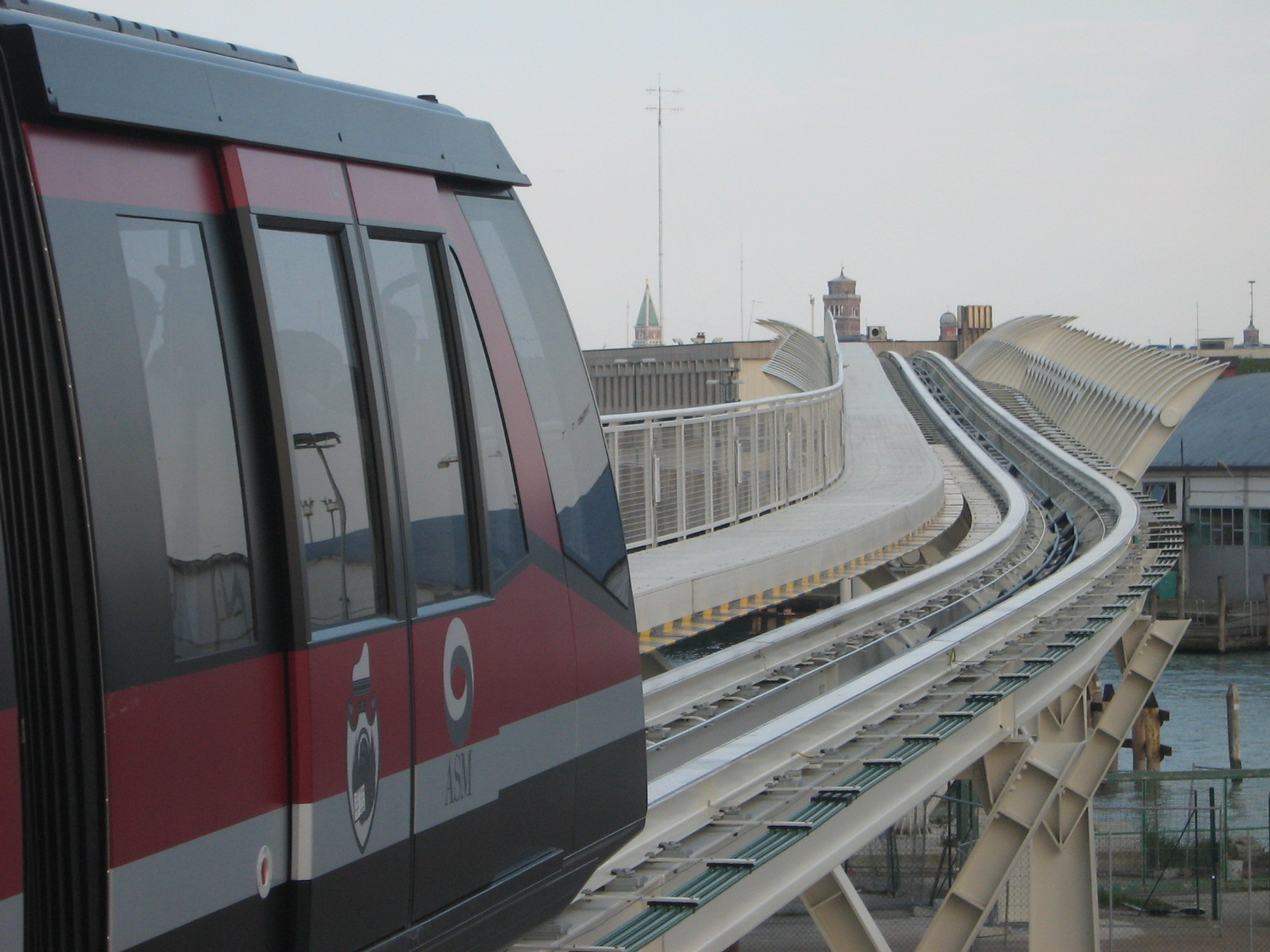
Il people mover in direzione Marittima-Piazzale Roma dal Tronchetto.
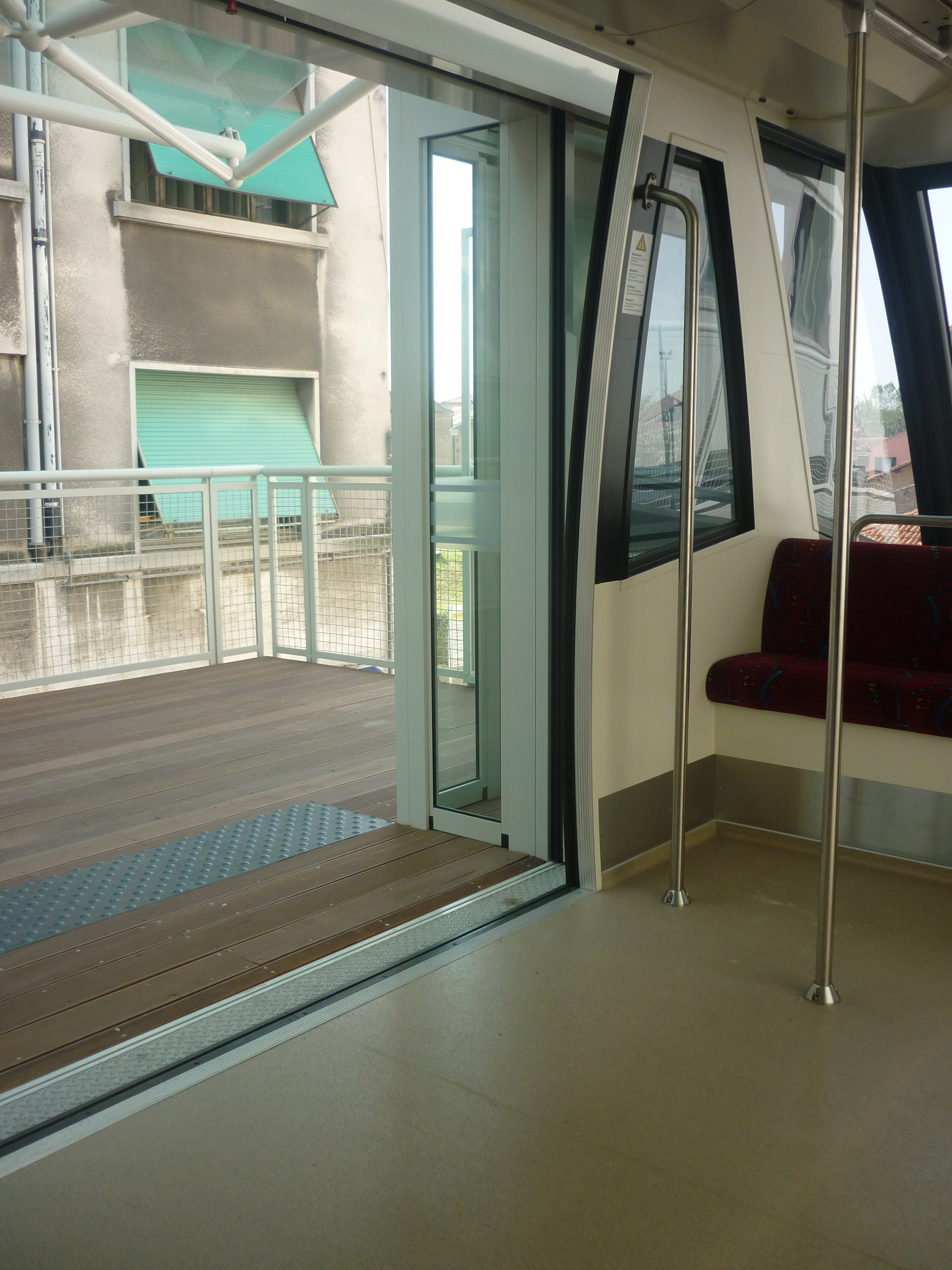
People mover fermo alla stazione capolinea di Piazzale Roma. Le porte del mezzo e delle stazioni sono entrambe aperte.
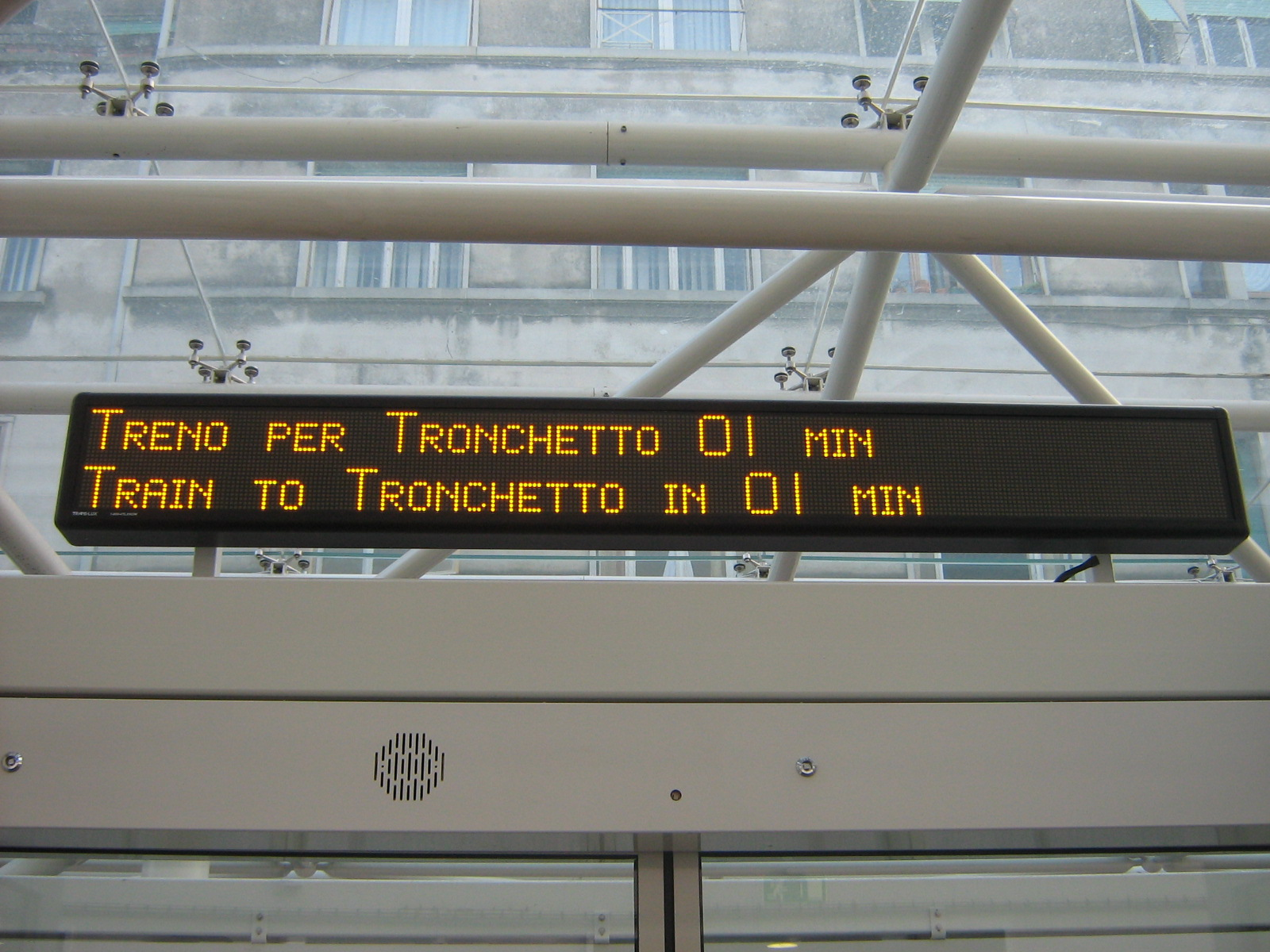
Display alla stazione di Piazzale Roma.
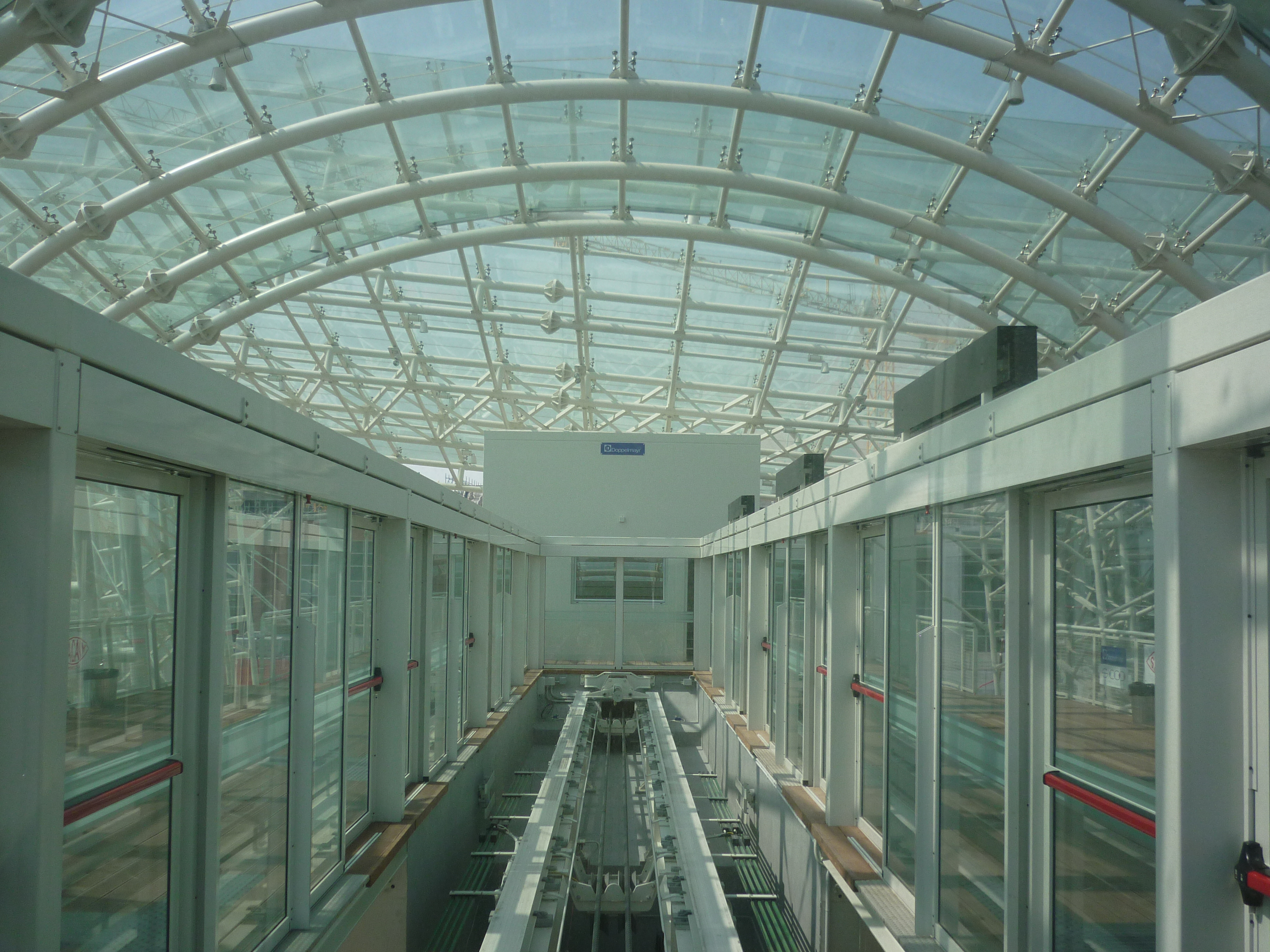
La stazione capolinea del Tronchetto: le porte a sinistra sono riservate agli arrivi, le porte a destra alle partenze.
- Treno in uscita dalla stazione del Tronchetto nel luglio 2013.

### Tronchetto

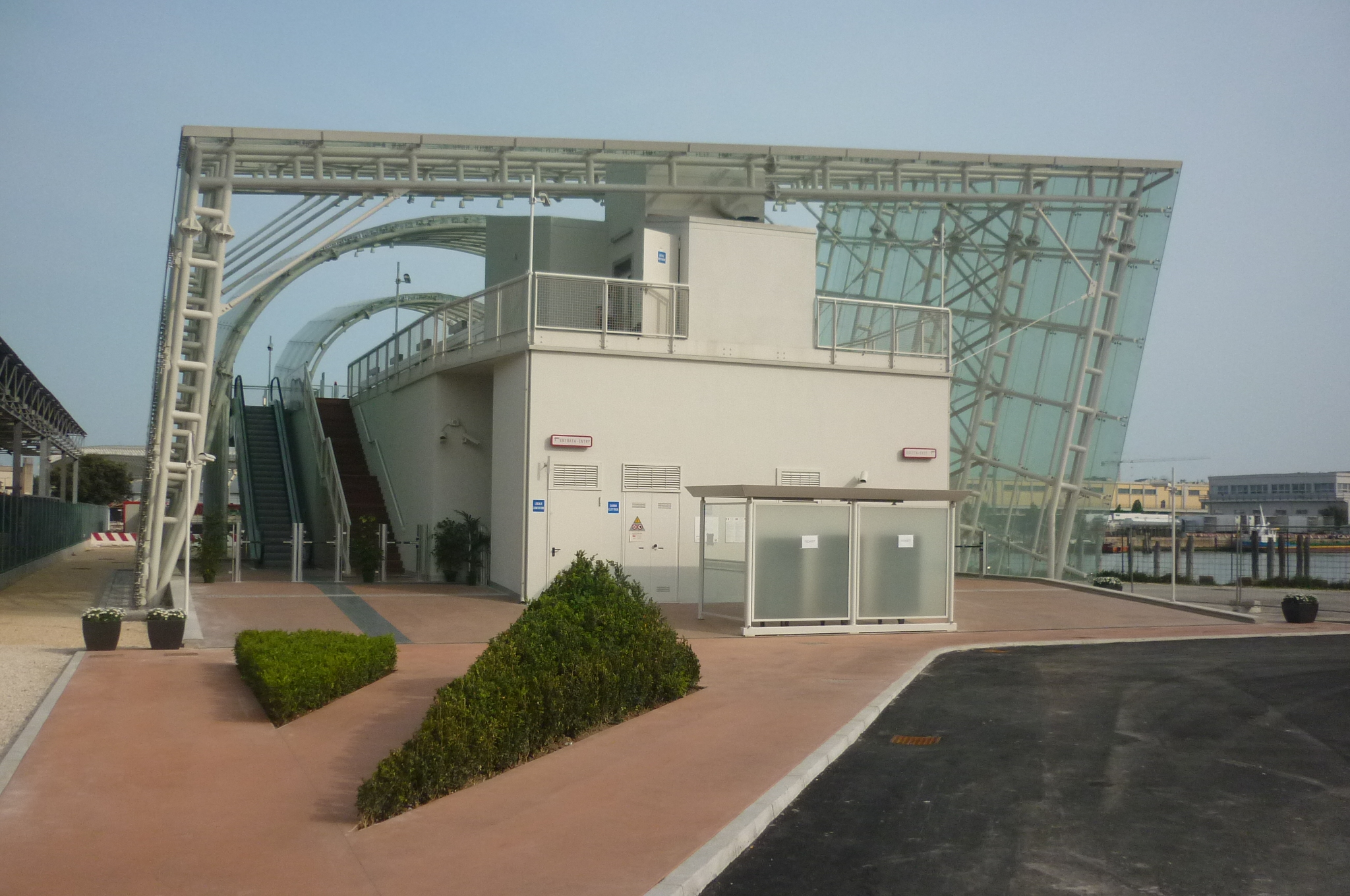
La stazione del Tronchetto

La stazione del Tronchetto funziona da stazione motrice per il sistema a fune.
La zona del Tronchetto attualmente ospita un parcheggio multipiano, più economico rispetto ai parcheggi presenti a piazzale Roma. Il progetto prevede per il Tronchetto un notevole sviluppo con la costruzione di edifici commerciali, direzionali e logistici.

### Marittima

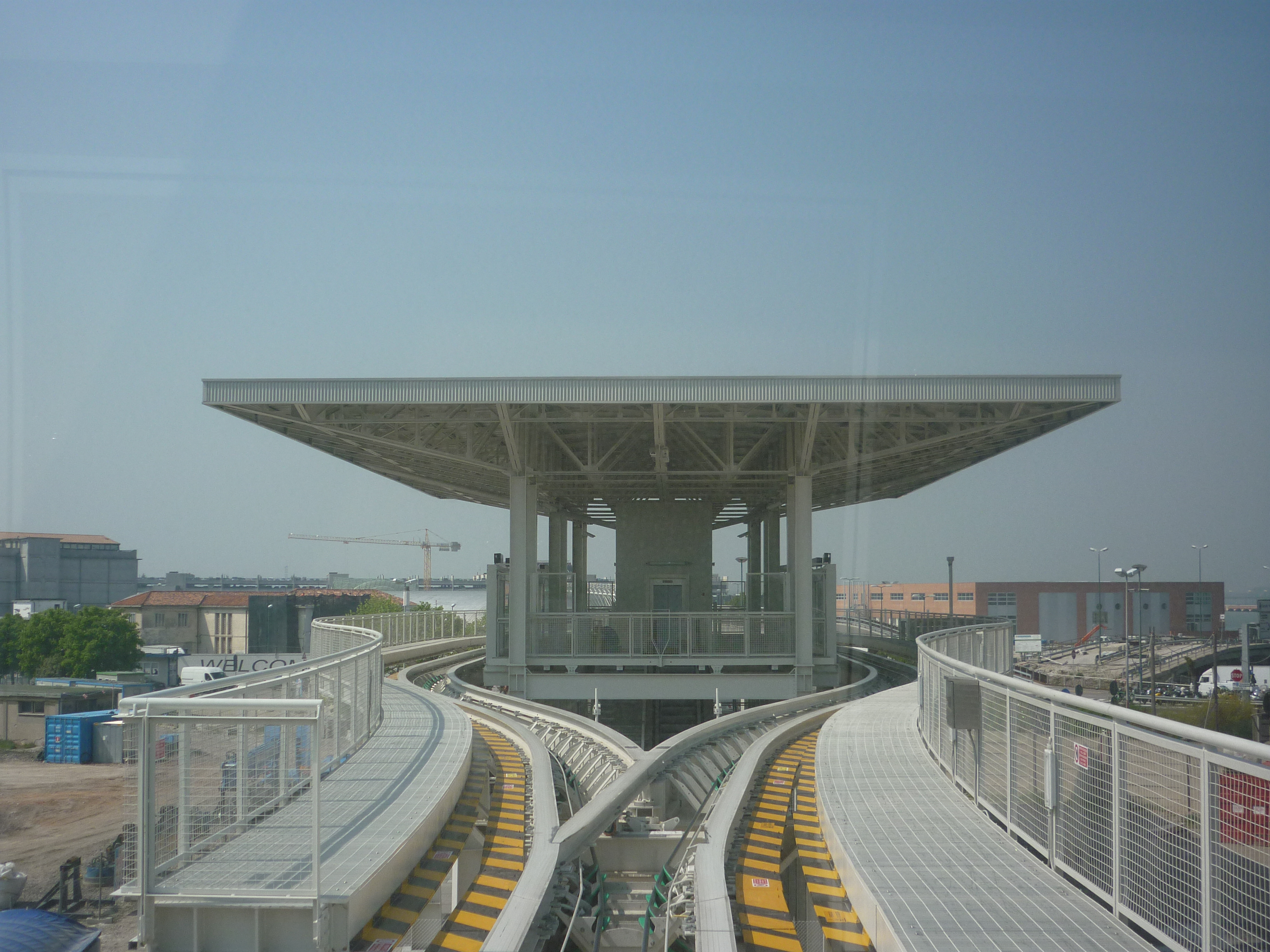
La fermata della Marittima

La fermata della Marittima funziona da stazione di incrocio per i convogli e le rotaie in questa fermata sono quindi 4.
La fermata è entrata in funzione il 5 giugno 2010.
Attualmente nella zona della Marittima attraccano le navi traghetto per la Grecia e la Turchia e le grandi navi da crociera. Verrà realizzato un nuovo parcheggio multipiano progettato da Mauro Galantino. I lavori del multipiano, assieme alla costruzione di un albergo per i crocieristi e di un grande parco pubblico, dovrebbero iniziare nel 2010.

### Piazzale Roma

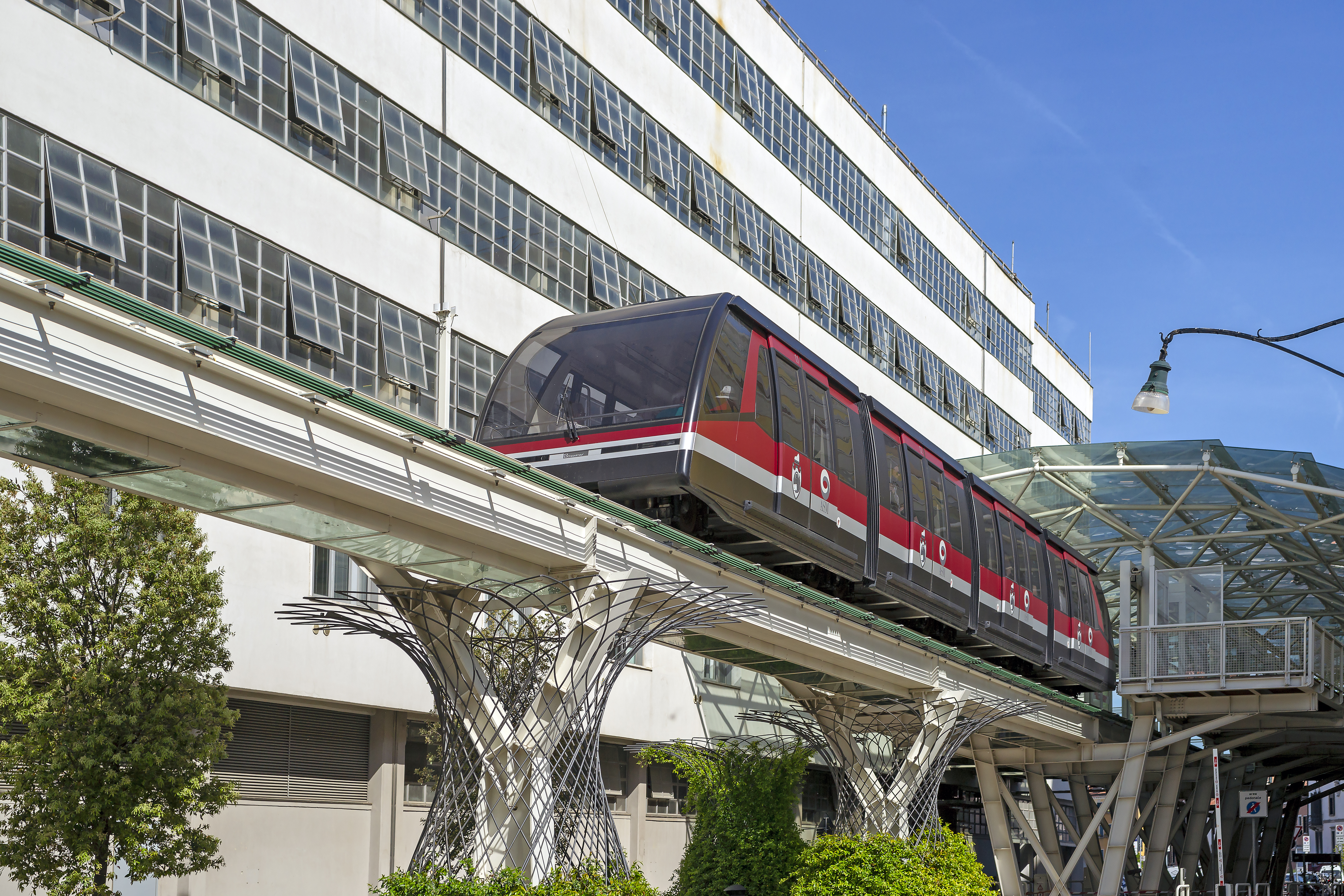
Convoglio alla stazione di Piazzale Roma.

La stazione di Piazzale Roma funziona da stazione tenditrice per il sistema a fune.
Attualmente piazzale Roma è il principale accesso automobilistico alla città lagunare, con 3 grandi parcheggi multipiano e diversi altri parcheggi e con tutti i capolinea degli autobus urbani e extraurbani. Il progetto prevede un ridimensionamento di piazzale Roma a favore del Tronchetto.
Da piazzale Roma si può raggiungere la città pedonale anche attraverso il ponte della Costituzione, progettato da Santiago Calatrava.

## Gestione

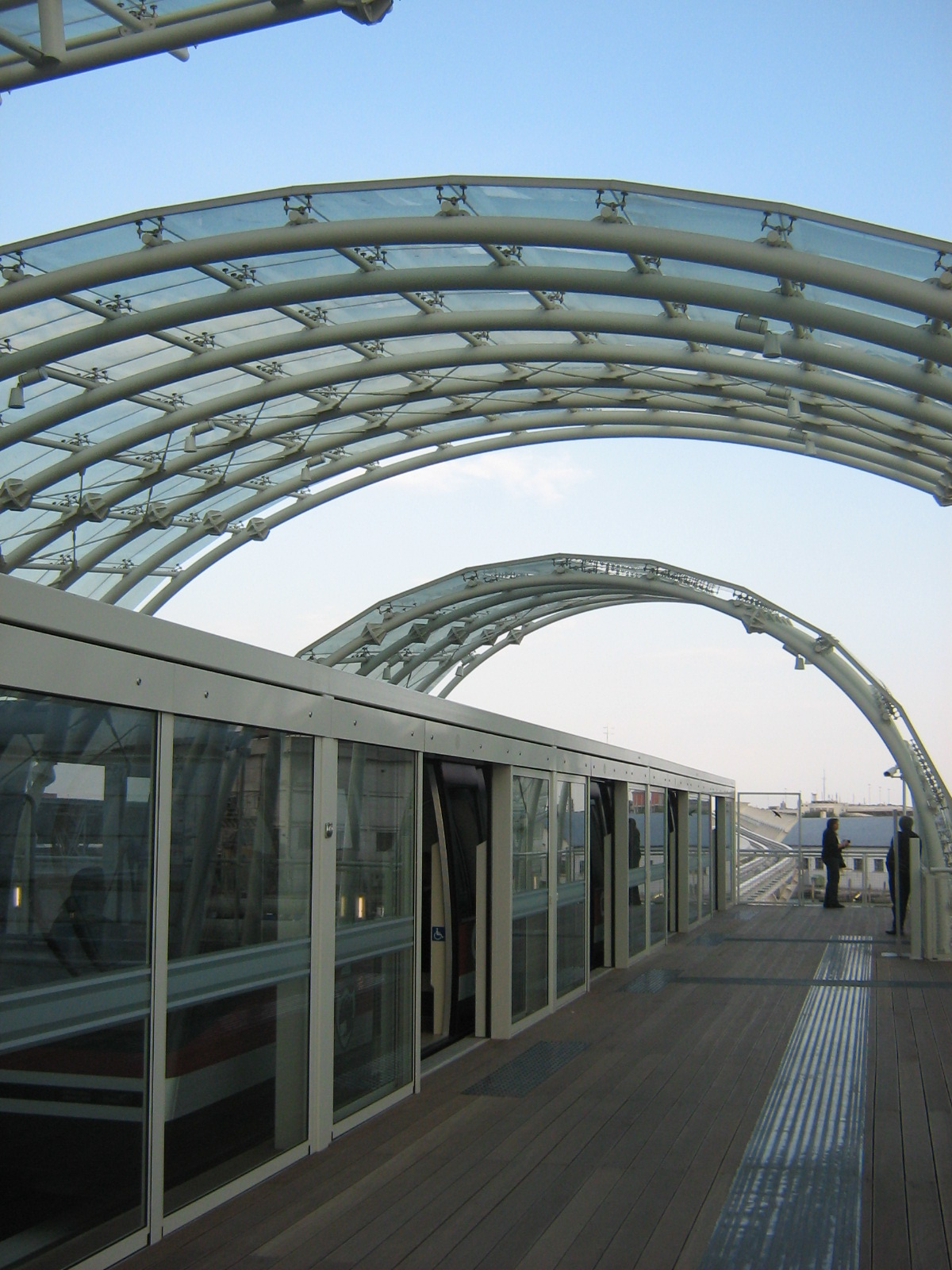
La stazione del Tronchetto

L'infrastruttura e i convogli del people mover sono di proprietà del Comune, mentre la gestione del people mover è affidata all'AVM S.p.A (azienda del Comune di Venezia che si occupa delle attività riconducibili ai servizi pubblici locali in materia di gestione dei servizi ausiliari al traffico e della mobilità) per 40 anni per recuperare l'investimento.